# Prove di ripresa
Le prove di ripresa o test shooting corrispondono a una fase preliminare della lavorazione in cui ai teatri di posa vengono testate le sequenze più difficili con l'apporto di controfigure e cascatori.
Questa fase di riprese è necessaria alla riuscita delle scene di più difficile realizzazione in quanto vengono appunto provate le parti complicate. I test shooting si effettuano all'interno dei set cinematografici e coprono l'arco di alcuni giorni se non una/due settimane precedenti all'inizio della vera e propria lavorazione.